# The Code of Marcia Gray
The Code of Marcia Gray is een Amerikaanse dramafilm uit 1916 onder regie van Frank Lloyd.

## Verhaal
Tijdens de paniek van 1907 gaat een New Yorkse bank over de kop. De bankdirecteur Harry Gray wordt gearresteerd op verdenking van fraude. Om zijn borg te betalen moet zijn vrouw Marcia haar juwelen verpanden. De advocaat Orlando Castle, die al jaren verliefd is op Marcia, gebruikt zijn geld om de sieraden terug te kopen. Na zijn vrijlating wil Harry met Marcia naar Zuid-Amerika vluchten. Omdat hij daarmee de voorwaarden van zijn borg schendt, betekent dat het bankroet van Orlando. Later wordt Harry vermoord door een schuldeiser. Daardoor kunnen Orlando en Marcia trouwen.

## Rolverdeling
| Acteur            | Personage         |
| ----------------- | ----------------- |
| Constance Collier | Marcia Gray       |
| Harry De Vere     | Harry Gray        |
| Forrest Stanley   | Orlando Castle    |
| Herbert Standing  | Bankier Agnew     |
| Howard Davies     | Ed Crane          |
| Helen Jerome Eddy | Dochter van Crane |
| Frank A. Bonn     | James Romaine     |